# Ťahanovce
Ťahanovce (ungarisch Hernádtihany – bis 1902 Tihany) ist ein Stadtteil von Košice, im Okres Košice I in der Ostslowakei nördlich der Innenstadt.

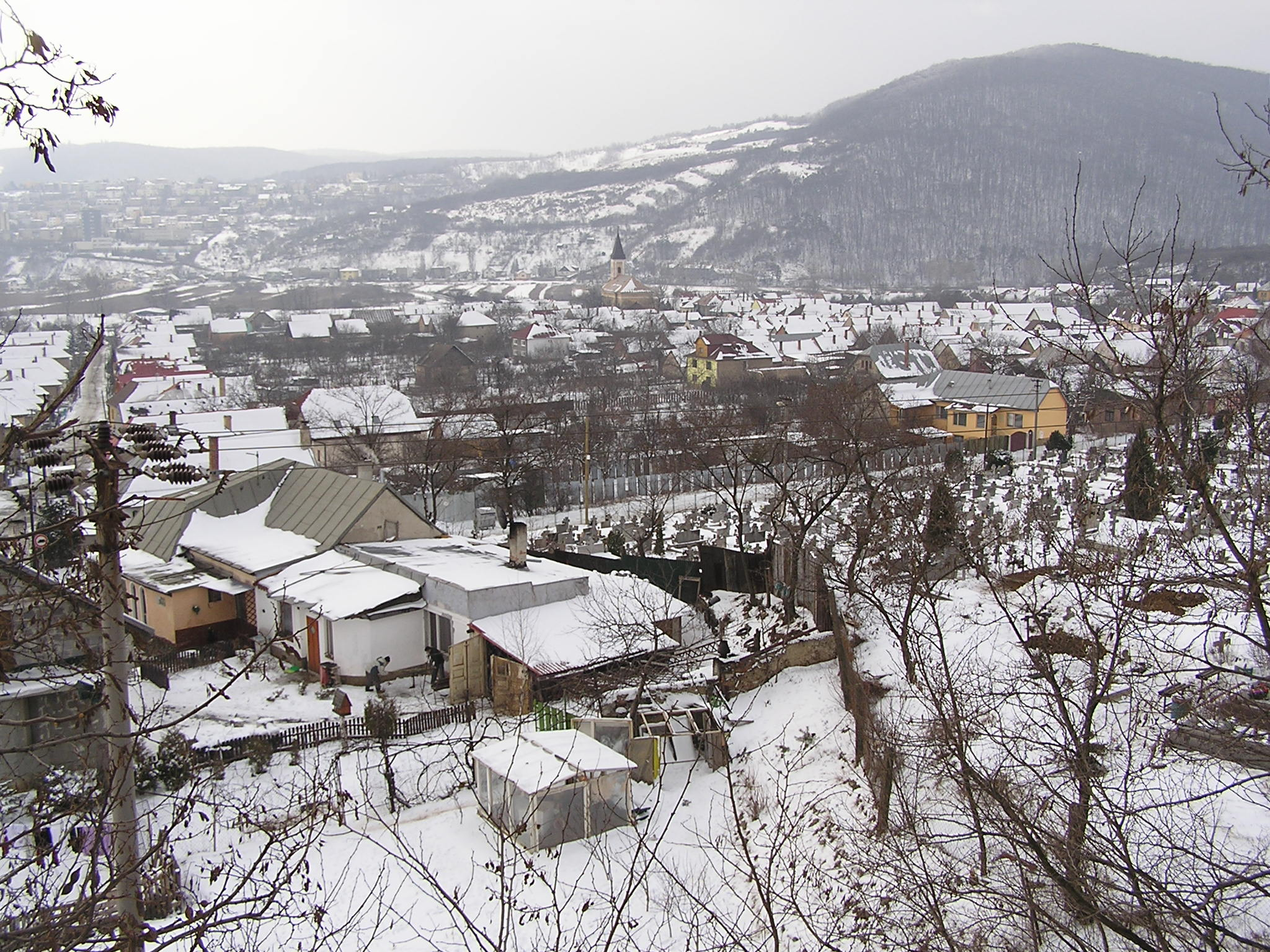
Blick auf den Ort im Winter

## Bevölkerung
Nach der Volkszählung 2011 wohnten im Stadtteil Ťahanovce 2406 Einwohner, davon 1830 Slowaken, 54 Roma, 25 Magyaren, sieben Tschechen, vier Russen, drei Russinen und ein Ukrainer. Drei Einwohner gaben eine andere Ethnie an und 479 Einwohner machten keine Angabe zur Ethnie.
1390 Einwohner bekannten sich zur römisch-katholischen Kirche, 76 Einwohner zur griechisch-katholischen Kirche, 35 Einwohner zur Evangelischen Kirche A. B., 10 Einwohner zur reformierten Kirche, neun Einwohner zur orthodoxen Kirche, sechs Einwohner zu den Zeugen Jehovas, jeweils vier Einwohner zu den Baptisten und zur apostolischen Kirche, drei Einwohner zur evangelisch-methodistischen Kirche, zwei Einwohner zu den Siebenten-Tags-Adventisten sowie jeweils ein Einwohner zur Bahai-Religion und zur jüdischen Gemeinde. 12 Einwohner bekannten sich zu einer anderen Konfession, 277 Einwohner waren konfessionslos und bei 576 Einwohnern wurde die Konfession nicht ermittelt.